# Hebron (Kentucky)
Hebron es un lugar designado por el censo ubicado en el condado de Boone en el estado estadounidense de Kentucky. En el Censo de 2010 tenía una población de 5929 habitantes y una densidad poblacional de 355,96 personas por km².

## Geografía
Hebron se encuentra ubicado en las coordenadas 39°3′50″N 84°42′30″O / 39.06389, -84.70833. Según la Oficina del Censo de los Estados Unidos, Hebron tiene una superficie total de 16.66 km², de la cual 16.63 km² corresponden a tierra firme y (0.19%) 0.03 km² es agua.

## Demografía
Según el censo de 2010, había 5929 personas residiendo en Hebron. La densidad de población era de 355,96 hab./km². De los 5929 habitantes, Hebron estaba compuesto por el 92.8% blancos, el 2.87% eran afroamericanos, el 0.25% eran amerindios, el 0.62% eran asiáticos, el 0% eran isleños del Pacífico, el 1.32% eran de otras razas y el 2.14% pertenecían a dos o más razas. Del total de la población el 3.46% eran hispanos o latinos de cualquier raza.